# Genoa 1893 1983-1984
Questa voce raccoglie le informazioni riguardanti il Genoa 1893 nelle competizioni ufficiali della stagione 1983-1984.

## Stagione
Nella stagione 1983-1984 il grifone non è riuscito a mantenere la massima serie. Ha dovuto retrocedere al terz'ultimo posto con 25 punti in classifica, gli stessi punti anche della Lazio, che si è salvata per i migliori risultati ottenuti nei due scontri diretti con i rossoblù. Con il Genoa sono retrocessi Pisa e Catania. Scudetto vinto dalla Juventus con 43 punti. I due stranieri di questa stagione genoana, sono stati il brasiliano Elòi che ha disputato un sontuoso girone di Coppa Italia con 4 reti all'attivo, per poi sparire dalla scena, ed il confermato olandese Jan Peters. Miglior marcatore genoano di stagione il vicentino Massimo Briaschi autore di 13 reti, 1 di queste in Coppa Italia e 12 in campionato, che poi al termine del campionato passa con pieno merito alla Juventus campione d'Italia.
In Coppa Italia il Genoa disputa prima del campionato il sesto girone di qualificazione, che promuove agli ottavi di finale il Torino ed il L.R. Vicenza, ottenendo 2 vittorie e 2 pareggi.

## Rosa

Il neoacquisto Elói, presto finito nella schiera dei bidoni del calcio italiano del decennio: «400 gol, diceva, e palleggiava addirittura coi limoni, come Pelé. Col pallone aveva qualche difficoltà in più».

| N. |                   | Ruolo | Calciatore                |
| -- | ----------------- | ----- | ------------------------- |
|    | Italia (bandiera) | P     | Nevio Favaro              |
|    | Italia (bandiera) | P     | Silvano Martina           |
|    | Italia (bandiera) | P     | Enrico Piras              |
|    | Italia (bandiera) | D     | Nazzareno Canuti          |
|    | Italia (bandiera) | D     | Paolo Doni                |
|    | Italia (bandiera) | D     | Mario Faccenda            |
|    | Italia (bandiera) | D     | Carmine Gentile           |
|    | Italia (bandiera) | D     | Claudio Onofri (capitano) |
|    | Italia (bandiera) | D     | Vincenzo Romano           |
|    | Italia (bandiera) | D     | Claudio Testoni           |
|    | Italia (bandiera) | C     | Paolo Benedetti           |

| N. |                        | Ruolo | Calciatore          |
| -- | ---------------------- | ----- | ------------------- |
|    | Italia (bandiera)      | C     | Roberto Bergamaschi |
|    | Italia (bandiera)      | C     | Stefano Bosetti     |
|    | Italia (bandiera)      | C     | Giuseppe Corti      |
|    | Brasile (bandiera)     | C     | Elói                |
|    | Italia (bandiera)      | C     | Francesco Mileti    |
|    | Paesi Bassi (bandiera) | C     | Jan Peters          |
|    | Italia (bandiera)      | C     | Roberto Policano    |
|    | Italia (bandiera)      | C     | Franco Rotella      |
|    | Italia (bandiera)      | C     | Fernando Viola      |
|    | Italia (bandiera)      | A     | Massimo Briaschi    |
|    | Italia (bandiera)      | A     | Giuliano Fiorini    |

## Calciomercato
| Acquisti | Acquisti            | Acquisti      | Acquisti   |
| R.       | Nome                | da            | Modalità   |
| -------- | ------------------- | ------------- | ---------- |
| P        | Enrico Piras        | Sant'Elena    |            |
| C        | Elói                | Vasco da Gama | prestito   |
| A        | Roberto Bergamaschi | Inter         | definitivo |
| D        | Nazzareno Canuti    | Milan         | definitivo |
| C        | Francesco Mileti    | Lecce         | prestito   |
| D        | Roberto Policano    | Latina        | definitivo |

| Cessioni | Cessioni            | Cessioni       | Cessioni   |
| R.       | Nome                | a              | Modalità   |
| -------- | ------------------- | -------------- | ---------- |
| D        | Alessandro Chiodini | Brescia        | definitivo |
| A        | Giuliano Fiorini    | Sambenedettese | prestito   |
| D        | Carmine Gentile     | Atalanta       | definitivo |
| C        | Pasquale Iachini    | Fiorentina     | definitivo |
| C        | René Vandereycken   | Club Bruges    | definitivo |
| A        | Roberto Simonetta   | Sanremese      | prestito   |

## Risultati

### Serie A

#### Girone di andata
| Arbitro: | Pairetto (Torino) |

|  |           |                                            |
|  | Marcatori | 37’ M. Mauro 42’, 89’ Zico 61’, 82’ Virdis |

| Napoli 18 settembre 1983 2ª giornata | Napoli          | 0 – 0 | Genoa | Stadio San Paolo\| Arbitro: \| Magni (Bergamo) \| |
| Arbitro:                             | Magni (Bergamo) |       |       |                                                   |

| Genova 25 settembre 1983 3ª giornata | Genoa            | 0 – 0 | Lazio | Stadio Luigi Ferraris\| Arbitro: \| D'Elia (Salerno) \| |
| Arbitro:                             | D'Elia (Salerno) |       |       |                                                         |

| Arbitro: | Agnolin (Bassano del Grappa) |

|               |           |              |
| Berggreen 50’ | Marcatori | 18’ Briaschi |

| Arbitro: | Paparesta (Bari) |

|              |           |  |
| B. Conti 62’ | Marcatori |  |

| Arbitro: | Lombardo (Marsala) |

|  |           |                          |
|  | Marcatori | 3’ Vullo 32’ Tagliaferri |

| Arbitro: | Lo Bello (Siracusa) |

|                            |           |               |
| Briaschi 17’ Antonelli 49’ | Marcatori | 88’ Schachner |

| Arbitro: | Barbaresco (Cormons) |

|                                    |           |  |
| Faccenda 16’ (aut.) R. Mancini 58’ | Marcatori |  |

| Arbitro: | Pairetto (Torino) |

|            |           |            |
| Peters 20’ | Marcatori | 47’ Serena |

| Ascoli Piceno 27 novembre 1983 10ª giornata | Ascoli           | 0 – 0 | Genoa | Stadio Cino e Lillo Del Duca\| Arbitro: \| Paparesta (Bari) \| |
| Arbitro:                                    | Paparesta (Bari) |       |       |                                                                |

| Arbitro: | Ciulli (Roma) |

|                |           |  |
| Battistini 28’ | Marcatori |  |

| Arbitro: | Casarin (Milano) |

|                                            |           |  |
| Bilardi 6’ (aut.) Briaschi 47’, 65’ (rig.) | Marcatori |  |

| Verona 18 dicembre 1983 13ª giornata | Verona          | 0 – 0 | Genoa | Stadio Marcantonio Bentegodi\| Arbitro: \| Magni (Bergamo) \| |
| Arbitro:                             | Magni (Bergamo) |       |       |                                                               |

| Arbitro: | Benedetti (Roma) |

|                                    |           |                      |
| Briaschi 58’ Passarella 80’ (aut.) | Marcatori | 65’ Pecci 75’ Pulici |

| Arbitro: | Agnolin (Bassano del Grappa) |

|                                                       |           |                               |
| Platini 23’ Cabrini 33’ Penzo 62’ P. Rossi 75’ (rig.) | Marcatori | 29’ Briaschi 59’ P. Benedetti |

#### Girone di ritorno
| Arbitro: | Paparesta (Bari) |

|                                                  |           |              |
| Canuti 28’ (aut.) Virdis 65’ Faccenda 79’ (aut.) | Marcatori | 69’ Briaschi |

| Genova 22 gennaio 1984 17ª giornata | Genoa             | 0 – 0 | Napoli | Stadio Luigi Ferraris\| Arbitro: \| Mattei (Macerata) \| |
| Arbitro:                            | Mattei (Macerata) |       |        |                                                          |

| Arbitro: | D'Elia (Salerno) |

|                                    |           |            |
| Manfredonia 57’ D'Amico 68’ (rig.) | Marcatori | 41’ Mileti |

| Genova 12 febbraio 1984 19ª giornata | Genoa         | 0 – 0 | Pisa | Stadio Luigi Ferraris\| Arbitro: \| Ciulli (Roma) \| |
| Arbitro:                             | Ciulli (Roma) |       |      |                                                      |

| Arbitro: | Barbaresco (Cormons) |

|  |           |                     |
|  | Marcatori | 4’, 82’ F. Graziani |

| Arbitro: | Pairetto (Torino) |

|                                        |           |            |
| Limido 18’ Diaz 27’ Colomba 63’ (rig.) | Marcatori | 37’ Mileti |

| Arbitro: | Mattei (Macerata) |

|                        |           |              |
| Comi 14’ Hernandez 69’ | Marcatori | 50’ Briaschi |

| Genova 18 marzo 1984 23ª giornata | Genoa                        | 0 – 0 | Sampdoria | Stadio Luigi Ferraris\| Arbitro: \| Agnolin (Bassano del Grappa) \| |
| Arbitro:                          | Agnolin (Bassano del Grappa) |       |           |                                                                     |

| Arbitro: | Lo Bello (Siracusa) |

|               |           |              |
| Altobelli 58’ | Marcatori | 76’ Briaschi |

| Arbitro: | Paparesta (Bari) |

|              |           |  |
| Briaschi 89’ | Marcatori |  |

| Arbitro: | Vitali (Bologna) |

|                                |           |  |
| Onofri 75’ Briaschi 87’ (rig.) | Marcatori |  |

| Arbitro: | Barbaresco (Cormons) |

|              |           |                               |
| Pedrinho 22’ | Marcatori | 29’ Briaschi 44’ P. Benedetti |

| Arbitro: | Mattei (Macerata) |

|               |           |              |
| Antonelli 17’ | Marcatori | 73’ Storgato |

| Firenze 6 maggio 1984 29ª giornata | Fiorentina      | 0 – 0 | Genoa | Stadio Comunale\| Arbitro: \| Magni (Bergamo) \| |
| Arbitro:                           | Magni (Bergamo) |       |       |                                                  |

| Arbitro: | Casarin (Milano) |

|                                |           |            |
| Vignola 10’ (aut.) Bosetti 89’ | Marcatori | 7’ Cabrini |

### Coppa Italia

#### Sesto girone
| Arbitro: | Pezzella (Frattamaggiore) |

|                            |           |               |
| Elòi 21’, 83’ Faccenda 53’ | Marcatori | 22’ Montesano |

| Arbitro: | Longhi (Roma) |

|                                   |           |                 |
| Rondon 19’ Pasciullo 64’ Grop 74’ | Marcatori | 67’ (rig.) Elòi |

| Arbitro: | Lo Bello (Siracusa) |

|                        |           |                           |
| Antonelli 11’ Elòi 61’ | Marcatori | 89’ Colombo 90’ Fontanini |

| Arbitro: | Magni (Bergamo) |

|  |           |                            |
|  | Marcatori | 32’ Briaschi 87’ Simonetta |

| Torino 4 settembre 1983 5ª giornata | Torino            | 0 – 0 | Genoa | Stadio Comunale\| Arbitro: \| Mattei (Macerata) \| |
| Arbitro:                            | Mattei (Macerata) |       |       |                                                    |

## Statistiche

### Statistiche di squadra
| Competizione | Punti | In casa | In casa | In casa | In casa | In casa | In casa | In trasferta | In trasferta | In trasferta | In trasferta | In trasferta | In trasferta | Totale | Totale | Totale | Totale | Totale | Totale | DR  |
| Competizione | Punti | G       | V       | N       | P       | Gf      | Gs      | G            | V            | N            | P            | Gf           | Gs           | G      | V      | N      | P      | Gf     | Gs     | DR  |
| ------------ | ----- | ------- | ------- | ------- | ------- | ------- | ------- | ------------ | ------------ | ------------ | ------------ | ------------ | ------------ | ------ | ------ | ------ | ------ | ------ | ------ | --- |
| Serie A      | 25    | 15      | 5       | 7       | 3       | 14      | 15      | 15           | 1            | 6            | 8            | 10           | 21           | 30     | 6      | 13     | 11     | 24     | 36     | -12 |
| Coppa Italia | 6     | 2       | 1       | 1       | 0       | 5       | 3       | 3            | 1            | 1            | 1            | 3            | 3            | 5      | 2      | 2      | 1      | 8      | 6      | +2  |
| Totale       |       | 17      | 6       | 8       | 3       | 19      | 18      | 18           | 2            | 7            | 9            | 13           | 24           | 35     | 8      | 15     | 12     | 32     | 42     | -10 |

### Statistiche dei giocatori
| Giocatore      | Serie A  | Serie A | Serie A     | Serie A    | Coppa Italia | Coppa Italia | Coppa Italia | Coppa Italia | Totale   | Totale | Totale      | Totale     |
| Giocatore      | Presenze | Reti    | Ammonizioni | Espulsioni | Presenze     | Reti         | Ammonizioni  | Espulsioni   | Presenze | Reti   | Ammonizioni | Espulsioni |
| -------------- | -------- | ------- | ----------- | ---------- | ------------ | ------------ | ------------ | ------------ | -------- | ------ | ----------- | ---------- |
| R. Antonelli   | 26       | 2       | ?           | ?          | ?            | ?            | ?            | ?            | 26+      | 2+     | ?           | ?          |
| P. Benedetti   | 29       | 2       | ?           | ?          | ?            | ?            | ?            | ?            | 29+      | 2+     | ?           | ?          |
| R. Bergamaschi | 26       | 0       | ?           | ?          | ?            | ?            | ?            | ?            | 26+      | 0+     | ?           | ?          |
| S. Bosetti     | 10       | 1       | ?           | ?          | ?            | ?            | ?            | ?            | 10+      | 1+     | ?           | ?          |
| M. Briaschi    | 29       | 12      | ?           | ?          | ?            | ?            | ?            | ?            | 29+      | 12+    | ?           | ?          |
| N. Canuti      | 21       | 0       | ?           | ?          | ?            | ?            | ?            | ?            | 21+      | 0+     | ?           | ?          |
| G. Corti       | 15       | 0       | ?           | ?          | ?            | ?            | ?            | ?            | 15+      | 0+     | ?           | ?          |
| Eloi           | 17       | 0       | ?           | ?          | ?            | ?            | ?            | ?            | 17+      | 0+     | ?           | ?          |
| M. Faccenda    | 27       | 0       | ?           | ?          | ?            | ?            | ?            | ?            | 27+      | 0+     | ?           | ?          |
| N. Favaro      | 3        | -5      | ?           | ?          | ?            | ?            | ?            | ?            | 3+       | -5+    | ?           | ?          |
| G. Fiorini     | 1        | 0       | ?           | ?          | ?            | ?            | ?            | ?            | 1+       | 0+     | ?           | ?          |
| C. Gentile     | 4        | 0       | ?           | ?          | ?            | ?            | ?            | ?            | 4+       | 0+     | ?           | ?          |
| S. Martina     | 27       | -31     | ?           | ?          | ?            | ?            | ?            | ?            | 27+      | -31+   | ?           | ?          |
| F. Mileti      | 12       | 2       | ?           | ?          | ?            | ?            | ?            | ?            | 12+      | 2+     | ?           | ?          |
| C. Onofri      | 20       | 1       | ?           | ?          | ?            | ?            | ?            | ?            | 20+      | 1+     | ?           | ?          |
| J. Peters      | 16       | 1       | ?           | ?          | ?            | ?            | ?            | ?            | 16+      | 1+     | ?           | ?          |
| R. Policano    | 23       | 0       | ?           | ?          | ?            | ?            | ?            | ?            | 23+      | 0+     | ?           | ?          |
| V. Romano (II) | 24       | 0       | ?           | ?          | ?            | ?            | ?            | ?            | 24+      | 0+     | ?           | ?          |
| F. Rotella     | 1        | 0       | ?           | ?          | ?            | ?            | ?            | ?            | 1+       | 0+     | ?           | ?          |
| C. Testoni     | 26       | 0       | ?           | ?          | ?            | ?            | ?            | ?            | 26+      | 0+     | ?           | ?          |
| F. Viola       | 19       | 0       | ?           | ?          | ?            | ?            | ?            | ?            | 19+      | 0+     | ?           | ?          |
| G. Zannino     | 2        | 0       | ?           | ?          | ?            | ?            | ?            | ?            | 2+       | 0+     | ?           | ?          |